# NPY1R
NPY1R (англ. Neuropeptide Y receptor Y1) – білок, який кодується однойменним геном, розташованим у людей на короткому плечі 4-ї хромосоми.  Довжина поліпептидного ланцюга білка становить 384 амінокислот, а молекулярна маса — 44 392.
| 10         |  | 20         |  | 30         |  | 40         |  | 50         |
| ---------- |  | ---------- |  | ---------- |  | ---------- |  | ---------- |
| MNSTLFSQVE |  | NHSVHSNFSE |  | KNAQLLAFEN |  | DDCHLPLAMI |  | FTLALAYGAV |
| IILGVSGNLA |  | LIIIILKQKE |  | MRNVTNILIV |  | NLSFSDLLVA |  | IMCLPFTFVY |
| TLMDHWVFGE |  | AMCKLNPFVQ |  | CVSITVSIFS |  | LVLIAVERHQ |  | LIINPRGWRP |
| NNRHAYVGIA |  | VIWVLAVASS |  | LPFLIYQVMT |  | DEPFQNVTLD |  | AYKDKYVCFD |
| QFPSDSHRLS |  | YTTLLLVLQY |  | FGPLCFIFIC |  | YFKIYIRLKR |  | RNNMMDKMRD |
| NKYRSSETKR |  | INIMLLSIVV |  | AFAVCWLPLT |  | IFNTVFDWNH |  | QIIATCNHNL |
| LFLLCHLTAM |  | ISTCVNPIFY |  | GFLNKNFQRD |  | LQFFFNFCDF |  | RSRDDDYETI |
| AMSTMHTDVS |  | KTSLKQASPV |  | AFKKINNNDD |  | NEKI       |  |            |

A: Аланін

C: Цистеїн

D: Аспарагінова кислота

E: Глутамінова кислота

F: Фенілаланін

G: Гліцин

H: Гістидин

I: Ізолейцин

K: Лізин

L: Лейцин

M: Метіонін

N: Аспарагін

P: Пролін

Q: Глутамін

R: Аргінін

S: Серин

T: Треонін

V: Валін

W: Триптофан

Кодований геном білок за функціями належить до рецепторів, g-білокспряжених рецепторів, білків внутрішньоклітинного сигналінгу, фосфопротеїнів. 
Задіяний у такому біологічному процесі як поліморфізм. 
Локалізований у клітинній мембрані, мембрані.